# هاميلتون هاميلتون
هاميلتون هاميلتون (بالإنجليزية: Hamilton Hamilton)‏ هو نقاش ‏ ورسام أمريكي، ولد في 1847 في أكسفورد في المملكة المتحدة، وتوفي في 1928 في نوروولك في الولايات المتحدة.

## معرض صور

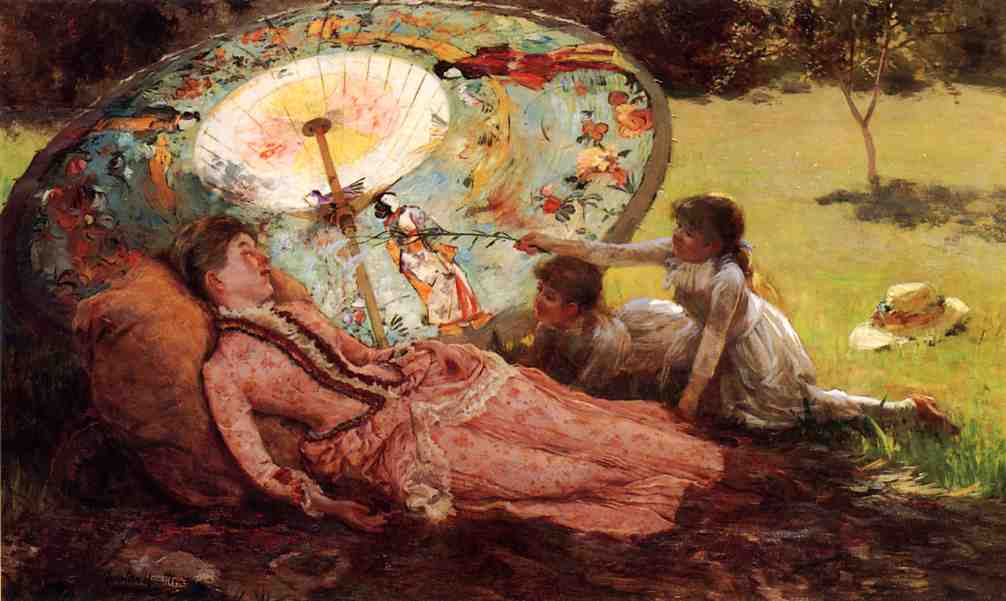
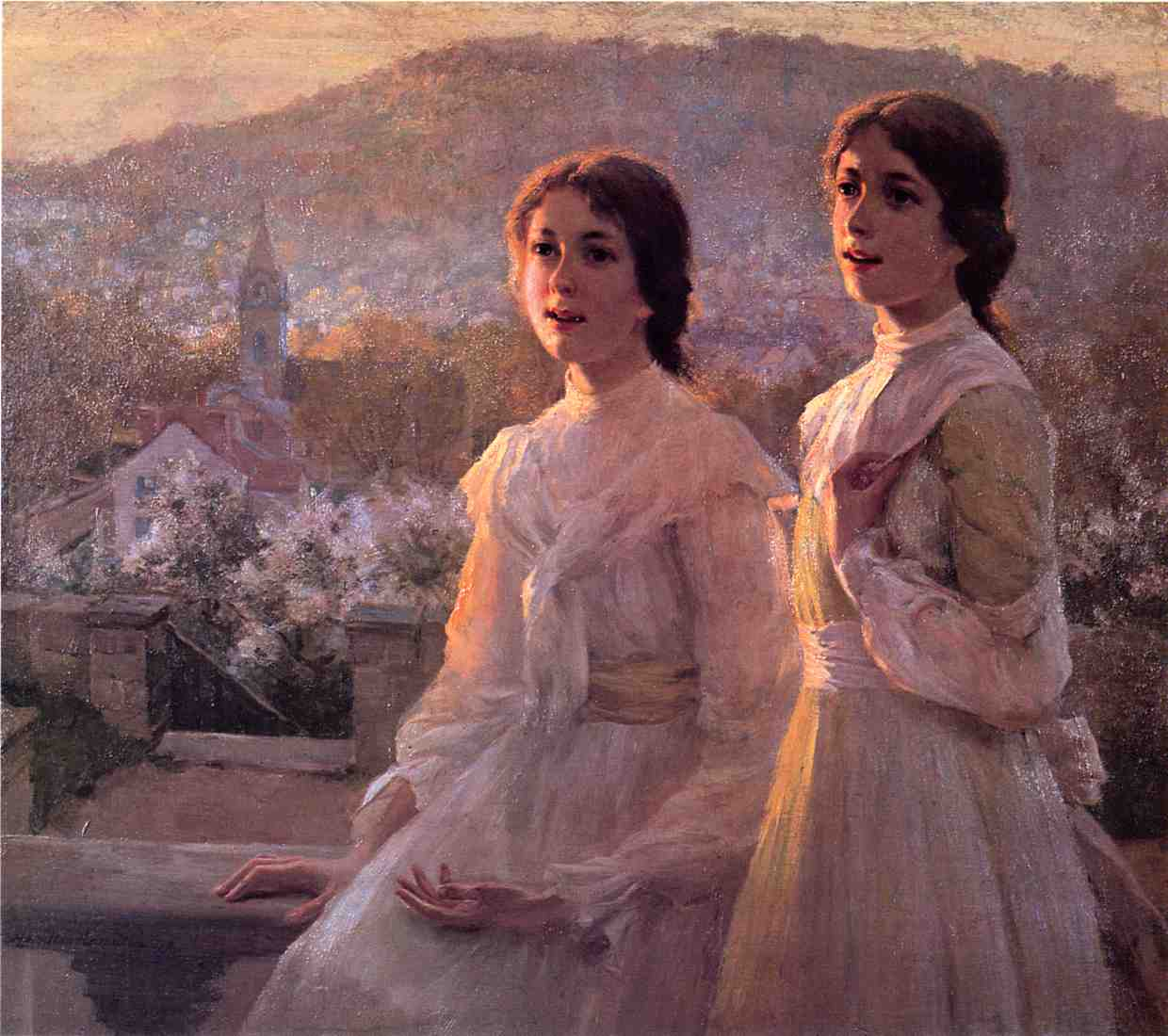
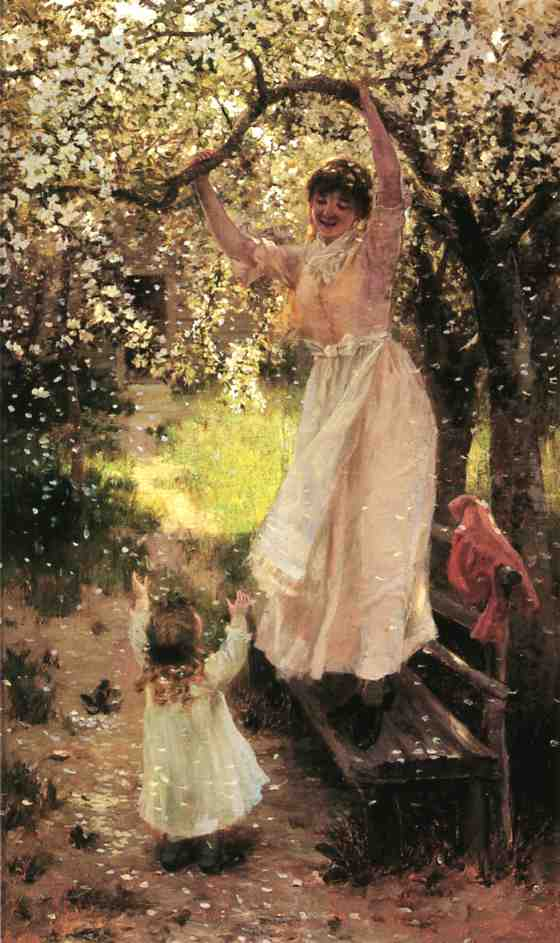
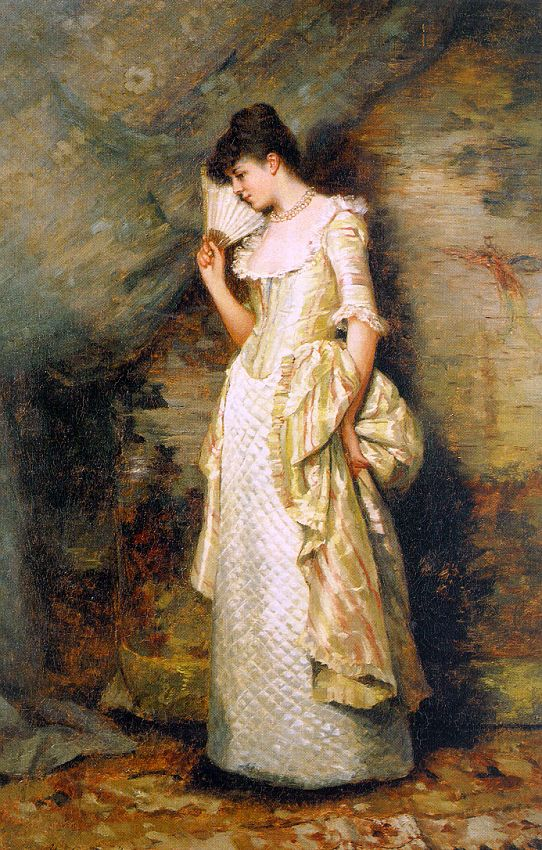
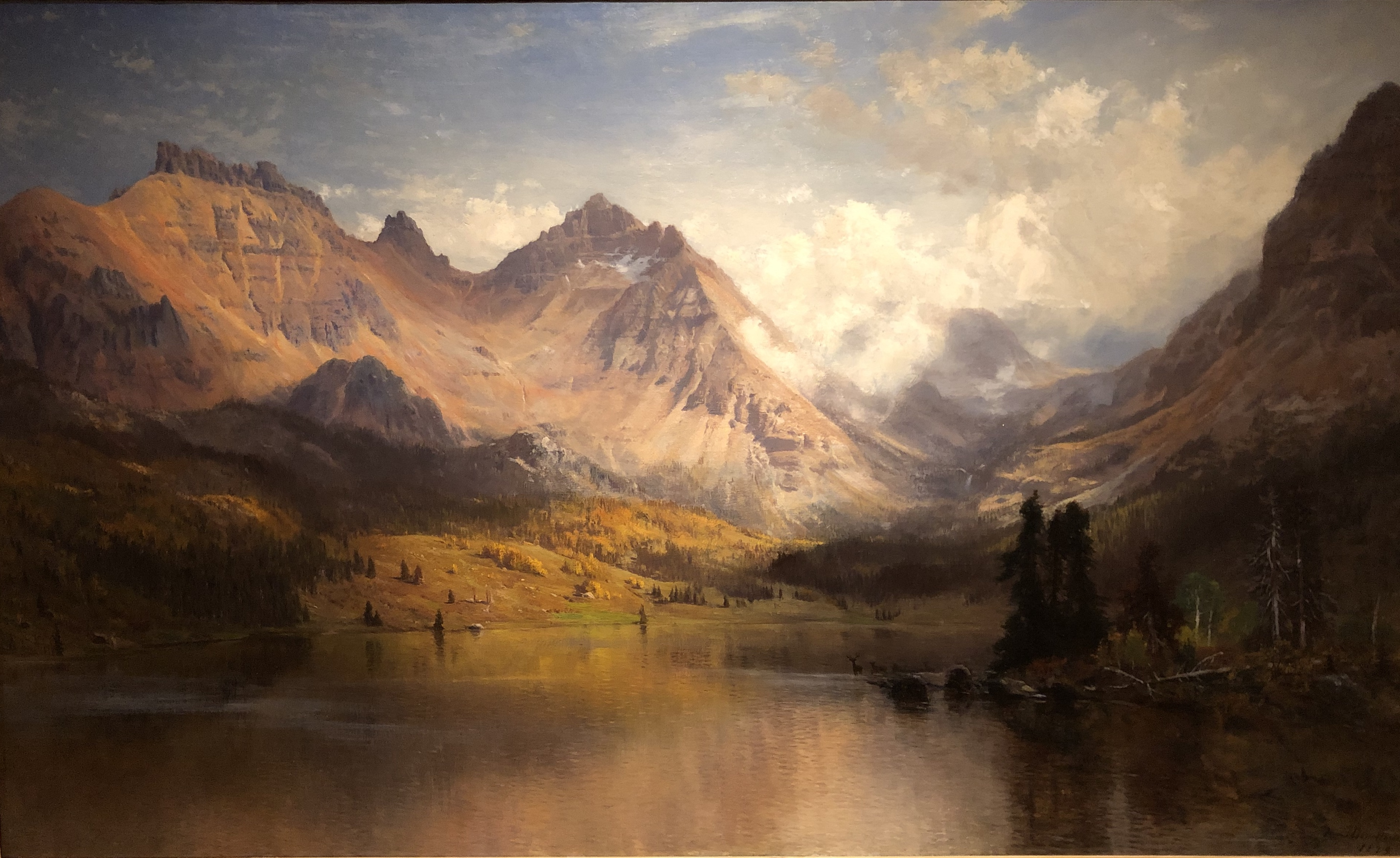